# 谷汲村
谷汲村（たにぐみむら）は、岐阜県揖斐郡にあった村である。2005年1月31日に揖斐郡内の他5町村と合併し揖斐川町になった。天然記念物のギフチョウ生息地がある。農山村だが谷汲山華厳寺と両界山横蔵寺の門前町として古くから参詣客を集めた。

## 地理
東側の村境に沿って根尾川が流れている。
- 山：塔ノ倉、西台山、西ノ山、東ノ山、城ヶ峰、妙法岳
- 河川：根尾川、管瀬川、江川、飛鳥川

### 隣接していた自治体
- 本巣市
- 揖斐郡 揖斐川町、大野町

## 歴史

### 沿革
- 1897年（明治30年）4月1日 名礼村・徳積村・大洞村・深坂村が合併し谷汲村が成立する。
- 1956年（昭和31年）9月1日 谷汲村、長瀬村が合併して改めて谷汲村が成立。
- 1957年（昭和32年）4月6日 村内で全国植樹祭が開催。昭和天皇、香淳皇后が行幸啓[2]。
- 1960年（昭和35年）1月1日 横蔵村が谷汲村に編入。
- 2005年（平成17年）1月31日 揖斐郡内の揖斐川町・谷汲村・春日村・久瀬村・藤橋村・坂内村と合併し揖斐川町が発足。

### 村名の由来
『根元由来記』によると、1200年前に谷の岩の間から油が湧き、それを汲んで灯明に使ったことから。当地にある谷汲山華厳寺に因む。

## 行政
- 村長：堀口賢一（1999年10月3日 - 2005年1月31日）

## 教育

### 中学校
- 谷汲村立谷汲中学校

### 小学校
- 谷汲村立谷汲小学校
- 谷汲村立長瀬小学校

### 2005年以前に廃校となった小中学校
- 谷汲村立長瀬中学校（1967年廃校）
- 谷汲村立横蔵中学校（1967年廃校）
- 谷汲村立横蔵小学校（2003年廃校）

## 交通

### 鉄道
- 樽見鉄道
  - 樽見線：谷汲口駅、高科駅

なお2001年までは名鉄谷汲線も村内に存在し、赤石駅・長瀬駅・谷汲駅の3駅が設けられていた。

### 道路
高速道路
- 村内に高速道路はなし。

一般国道
- 村内に一般国道はなし。村内にはないが、村のすぐ東側に国道157号が沿っていた。

主要地方道
- 岐阜県道40号山東本巣線

一般県道
- 岐阜県道251号揖斐川谷汲山線
- 岐阜県道255号根尾谷汲大野線
- 岐阜県道266号深坂大野線
- 岐阜県道267号神原揖斐川線
- 岐阜県道268号神原西津汲線

長距離自然歩道
- 東海自然歩道

## 名所・旧跡・観光スポット
- 谷汲山華厳寺
- 両界山横蔵寺
- 花長上神社
- 花長下神社
- 谷汲村昆虫館
- 道の駅夢さんさん谷汲

## その他
NHKの番組「さだ・鶴瓶のぶっつけ本番ふたり旅」（のちに「鶴瓶の家族に乾杯」）内で、さだまさしが自身の楽曲「風の谷から」で当村のことを歌った。